# 진 경공
(晋 景公)
(晋 頃公)
진 경공(秦景公, ?-기원전 537년, 재위 기원전 576년-기원전 537년)은 춘추시대(春秋時代) 진(秦)나라의 군주이다. 성은 영(嬴), 씨(氏)는 진(秦), 이름은 석(石)이다. 사기색은(史記索隱) 등에는 후백거(后伯車)라는 이름도 전해지고 있지만, 이는 그의 친동생 후자(后子) 침(鍼)의 자(字)가 잘못 기록된 것으로 보고 있다. 사기(史記) 진시황본기(秦始皇本紀)에는 진 희공(秦僖公)으로 기록되어 있다. 진 환공(秦桓公)의 아들이다.
진 경공 재위기간 동안 진나라는 중원으로 세력을 확장해 나갔다. 1976년 섬서성(山西省) 봉상현(鳳翔縣) 남쪽에서 그의 묘가 발굴되어 진공1호대묘(秦公一號大墓)로 칭해지고 있는데, 이는 현재까지 중국에서 발굴된 묘 중에서 가장 오래된 묘이기도 하다. 장례 방식은 주나라 천자의 것을 모방하였다.

## 생애
진 환공(秦桓公)의 아들로 태어났다. 기원전 577년, 진 환공이 사망하면서 즉위하였다. 기원전 564년, 초나라에 사견(士雃)을 파견하여 진(晉)나라를 공격하는데 원군을 보내줄 것을 요청하였다. 자낭(子囊)은 진(晉)나라가 강하고 진(秦)나라가 약함을 이유로 초 공왕(楚共王)에게 출병을 만류하였으나 초 공왕은 이를 듣지 않았고, 같은 해 가을 초 공왕은 무성(武城, 오늘날 허난성 난양시 북쪽)에 주둔하여 진나라의 원군이 되었다. 이에 진(秦)나라는 진(晉)나라를 공격하였고, 진(晉)나라는 마침 기근이 들어서 반격하지 못했다. 진 도공(晉悼公)은 보복하기 위하여 다음해(기원전 563년) 순앵(荀罃)을 진(秦)나라에 보내 공격하였다.

### 역 전투
기원전 562년, 초 공왕이 정(鄭)나라를 치면서 자낭을 진나라에 파견하여 구원하게 하였고, 진 경공은 우대부(右大夫) 첨이 군을 이끌고 가서 구원하게 하였다. 정 간공(鄭簡公)은 진(晉)나라와의 동맹을 깨고 초나라와 동맹을 맺었다. 갗은 해, 초나라와 정나라는 진(晉)나라의 동맹국 송(宋)나라를 첬고 진(晉)나라는 재후 연합군을 이끌고 가서 송나라를 구원하녔다. 진 겨옹은 서장포(庶長鮑)와 서장무(庶長武)를 파견하여 군대를 이끌고 정나라를 구원하도록 했다. 서장포는 먼저 진(晉)나라 국경을 들어가서 진나라장수 사방(士魴)은 진(秦)나라 군대가 적어서 방심하고 있었다. 서장무는 보씨(輔氏, 오늘날 산시성 다리 현) 인근에서 황하를 건너서 서장포와 함께 진(晉)나라 군대를 공격하였으며, 진(秦)나라 군대는 진(晉)나라 군대와 역지(櫟地, 오늘날 산시성 용지시 서남방)에서 교전하였으며 진(晉)나라 군대는 패하였다. 진나라의 보복을 위하여 정나라를 공격하였고, 기원전 561년 초나라는 자낭을 파견하였으며 진(秦)나라는 서장무지(庶長無地)를 양량(楊梁, 오늘날 허난성 상추시 동남방)에 파견하여 군대를 합쳐 송나라를 공격하였다. 같은해, 초 공왕은 사마자경(司馬子庚)을 파견하여 진(秦)나라로 가서 진 경공이 딸을 자신에게 보내준 것에 대하여 사의를 표하게 했다.

### 천연전투
역 전투 패배를 보복하고자 기원전 559년, 진 도공은 순언(荀偃)을 노(魯)나라 숙손표(叔孫豹), 제(齊)나라 최저(崔杼), 송나라 화열(華閱), 중강(仲江), 위(衛)나라 북궁괄(北宮括), 정나라 공손채(公孫蠆), 조(曹)나라, 거(莒)나라, 주(邾)나라, 등(滕)나라, 설(薛)나라, 기(杞)나라, 예(郳)나라 등과 진(秦)나라를 쳤다. 제후연합군이 경하(涇河)에 이르러서 도강을 못 하자, 숙향(叔向)이 숙손표를 만난 후 노나라와 거나라가 먼저 도강을 하였다. 공손채와 북궁괄의 제안에 다라 연합군은 경하를 건너고 나서 주둔하였다. 진(秦)나라 사람들이 경하 상류에 독약을 풀자 연합군에 많은 사망자가 발생했다. 공손채의 독려로 순언은 우물을 묻고 아궁이를 무너뜨리면서 역림(棫林)(오늘날 산시성 화동현)에까지 와서 철군하녔다. 진(晉)의 장령 난침(欒針)과 사앙(士鞅)이 진나라 군중에 쳐들어갔다가 난침은 사망하고 난염(欒黶) 동생 난침의 죽음을 사앙에게 화풀이하자, 사앙은 진(秦)나라로 도망갔다.

### 제후들과의 회맹
진 도공(晉悼公) 사후, 진(秦)과 진(晉) 양국은 전쟁을 끝내고다 회담을 시작하였다. 기원전 549년, 진 평공(晉平公)은 한기(韓起)를 진(秦)나라에 보내 회맹을 맺었고, 진 경공은 친동생 후자침(后子鍼)을 진(晉)나라에 보내어 회맹을 맺었다. 그러나 양자간 의견차이로 휴전에만 동의하였을 뿐 동맹을 맺지는 못하였다.
기원전 547년, 진 경공은 다시 후자침을 보내어서 동맹을 맺었다. 같은해 여름, 초(楚)나라와 진(秦)나라는 연합하여 오(吳)나라를 공격하였다. 우루(雩婁, 현재 허난성 상청현 동북)에 이르러서야 오나라가 미리 방비하고 철병했다는 이야기를 듣자, 진초 연합군은 정(鄭)나라를 공격, 정나라 군대를 무찌르고 성균(城麇)까지 들이닥쳤다. 초나라 군대는 황힐(皇頡)과 인근보(印堇父)를 생포하였고, 황힐은 압송하여 귀국하고 인근보는 진나라 군대에게 보내었다. 정나라 정경(正卿) 자태숙(子太叔)은 재상 정자산(鄭子產)의 지시에 따라 예물을 지불하고 인근보를 찾아왔다.
기원전 546년, 송나라 대부(大夫) 상술(向戌)이 제후를 소집하여 미병(弭兵, 전쟁을 멈춘다는 뜻으로 휴전 협정)의 회맹을 거행하였다. 진나라에 사신을 보내어 통보하였으나 진나라는 사신을 보내어 참가하지는 않았다.
기원전 541년, 후자침은 자신을 모함하는 이야기를 듣고 살해당할 것을 두려워하여 진(晉)나라로 도망갔다.도망온 후자침이 치중거(錙重車) 수 천 대를 끌고 온 모습을 보고, 진 평공은 이렇게 부유한데도 왜 망명하였는지를 묻자, 후자침은 진나라 임금이 무도하여 살해당할 것이 두려워서 망명했으며, 사후 새 임금이 즉위하면 돌아갈 것이라고 하였다.
기원전 537년, 진 경공은 사망하였고 구리남(丘里南)에 장사되었다. 아들 진 애공(秦哀公)이 뒤를 이었고, 같은 해 후자침은 귀국하였다.
| 전임 환공 | 제13대 중국 진나라의 군주 기원전 576년 ~ 기원전 537년 | 후임 애공 |